# Heronax maculipennis
Heronax maculipennis är en insektsart som först beskrevs av Melichar 1915.  Heronax maculipennis ingår i släktet Heronax och familjen Derbidae. Inga underarter finns listade i Catalogue of Life.